# Yuya Uemura
Yuya Uemura (上村優也, Uemura Yūya, 18 de novembro de 1994) é um lutador profissional japonês atualmente contratado pela New Japan Pro-Wrestling (NJPW).

## Início de vida
Em março de 2013, Uemura se formou na escola técnica Imabari. Ele lutou colegialmente antes de começar sua carreira de wrestling profissional. Em outubro de 2016, ele ganhou o campeonato greco-romano de 71 kg da West Japan Collegiate Wrestling League. Em março de 2017, Uemura se formou na Universidade de Fukuoka.

## Carreira na luta livre profissional
Em abril de 2017, depois de se formar na Universidade de Fukuoka, Uemura assinou contrato com a New Japan Pro-Wrestling sob o sistema "jovem leão" da New Japan. Um ano depois, em abril de 2018, Uemura, assim como o jovem leão Yota Tsuji, fizeram sua estreia no wrestling profissional no Lion's Gate Project 11, onde Uemura foi derrotado por Ren Narita. No primeiro dia do Road to Wrestling Dontaku 2018, Uemura foi derrotado por Tetsuhiro Yagi. No sexto dia, ele foi derrotado por Tomoyuki Oka. No oitavo dia, Uemura foi derrotado por Rocky Romero. No dia 14, Uemura e Yuji Nagata foram derrotados por Oka e Shota Umino. Na segunda noite do Wrestling Dontaku 2018, Uemura se juntou a Narita e Umino para ser derrotado pelo time de veteranos Tiger Mask, Jushin Thunder Liger e Ryusuke Taguchi.[11][12] No New Japan Road 2018, Uemura e Yota Tsuji lutaram até um empate por limite de tempo.[13] No Lion's Gate Project 12, Uemura e Tsuji mais uma vez lutaram para um empate por limite de tempo.